# Борисовський район (Росія)
Бори́совський райо́н — адміністративна одиниця Росії, Бєлгородська область. До складу району входять 1 міське і 8 сільських поселень.

## Географія
Район розташовано у південно-західній частині Бєлгородської області. На півночі район межує з Ракитянським районом, на сході — із Яковлевським і Бєлгородським, на заході — з Грайворонським районами області, на півдні — з України. Територія — 650 км².

### Річки
Через район протікає річка Ворскла з притоками Грузькою та Готнею (з Локнею).

### Ґрунти
На північ від Ворскли поширені сірі лісові ґрунти, на південь — чорноземи.

### Заповідники
В Борисовському районі розташовані дві дільниці заповідника «Білогір'я» (рос. «Белогорье») — «Ліс на Ворсклі» и «Острасьєви Яри».

## Історія
Район утворено 30 липня 1928 року в складі Бєлгородського округу Центрально-Чорноземної області, до складу району було включено місто Хотмижськ, який отримав статус села. З 13 червня 1934 — у складі Курської області.
6 січня 1954 Борисовський район включено до складу новоствореної Бєлгородської області.
В 1964 до Борисовського району був приєднано Грайворонський район, який перебував у його складі до 1989, коли було знову відновлено окремий Грайворонський район.
1 лютого 1963 було утворено Борисовський сільський район

## Адміністративний поділ
До складу Борисівського району входять 1 міське і 8 сільських поселень:
- міське поселення Борисівка
- Акуліновське сільське поселення
- Белянське сільське поселення
- Березівське сільське поселення
- Грузчанське сільське поселення
- Крюковське сільське поселення
- Октябрсько-Готнянське сільське поселення
- Стригуновське сільське поселення
- Хотмизьке сільське поселення

## Особистості
В районі народились:
- Бесєдін Василь Федорович — український економіст (село Чуланово);
- Власенко Петро Андрійович — Герой Радянського Союзу (село Головчино);